# 송정초등학교 (경남)
송정초등학교는 대한민국 경상남도 거제시 연초면 송정리에 있는 공립 초등학교이다.

## 학교 연혁
- 1979년 3월 1일 연초초등학교 천곡분교장 인가
- 1979년 10월 8일 본 교사로 이전 개교
- 1986년 3월 1일 송정초등학교 인가 5학급 편성
- 1987년 3월 1일 학급 편성 및 병설유치원 개원
- 1989년 12월 30일 거제 교육청지정 학습부진아 우수학교
- 1990년 11월 26일 군 우수학교 선정(교재원)
- 1995년 5월 10일 도 우수학교 선정(근검, 절약)
- 1995년 11월 30일 급식학교 지정
- 1998년 3월 1일 다목적 교실 준공

## 참고 자료
- 송정초등학교 - 한국교육학술정보원 학교알리미